# 篠崎愛 (声優)
篠崎 愛（しのざき あい、5月13日 - ）は、日本の女性声優。アル・シェア所属。茨城県出身。声優アイドルユニットのにごどる!のメンバーで、同じく声優アイドルユニットのStellaのメンバーだった。

## 出演

### 吹き替え

#### 映画
- ザ・ナショナル・トレジャー～ドラゴン神殿の秘宝～
- ジュラシック・ブリーダー（アトウッド）
- スティール・サンダー（メリッサ（メル）・バラード）
- DRAGON ドラゴン（ミラ）
- ドラゴン・アンド・スウォード 選ばれし戦士（アマゾネスの女王ヘセラ）
- 美女と野獣 ～Beauty and the Beast～（エレーヌ）
- ラスト・アライブ（ジェーン）
- レッド リベンジ（バネッサ）

#### 海外ドラマ
- ベルサイユ シーズン2

#### アニメ
- 帰ってきたウサギとカメ 新たなる挑戦（ドッティー）

### ゲーム
- エレメンタルリーグ（ウンディ、ピクシィ）
- 学都戦記レリックハート（鯉泳美、右早奏、荒牧リサ）
- クイズ・ミリタリーアカデミー第二次世界大戦編（ウェイガン、ハインリッヒス）
- 軍神召喚†アークナイツ（ドッグガール）
- 三国海戦オンライン（甄姫）
- 零の軌跡
- デウスエクス マンカインド・ディバイデッド
- Heroine Anthem Zero（リエラ・ガターシャ）

### ラジオドラマ
- きくドラ
  - お気に召すまま（ロザリンド）
  - 奇巌城（レイモンド）
  - 源氏物語 空蝉（小君）
  - 少年と秋の日（妹）
  - 戦争と一人の女（女）
  - 竹取物語（かぐや姫）
  - 夏の世の夢（ヘレナ）
  - 豆つぶころころ（ねずみ）
  - 若草物語（ベス）
- コミュニティFM天神　スターロケットシアター
- Voice・Love・Network　moon opera share

### ドラマCD
- MarionetteDevice ドラマCD『Pirates of the Hazemist-ブランネージュの魔女-』
- メフィスト（クラーラ・メーリング）

### ナレーション
- NHK BSプレミアム「ぐっさんのニッポン国道トラック旅！～国道2号線～番組宣伝ナレーション」
- NHK BSプレミアム「ぐっさんのニッポン高速道路トラック旅！～日本横断2300キロの旅～番組宣伝ナレーション」
- Combi「ネムリラ AUTO SWING BEDi EG」
- PHILIPS GoPure Compact
- ローソン・おさいふPonta劇場！ＣＭ動画ナレーション「－ムリにとは言わないので試しに作ってみてネ！－」

### 舞台
- さよならRADIO（星川ソラ）